# Джо Маллен
Джозеф Патрік Маллен (англ. Joseph Patrick Mullen; 26 лютого 1957, м. Нью-Йорк, США) — американський хокеїст, правий нападник. Асистент головного тренера «Філадельфія Флайєрс» у Національній хокейній лізі (НХЛ). Член Зали слави хокею (2000).
Виступав за Бостонський коледж (NCAA), «Солт-Лейк Голден-Іглс» (ЦХЛ), «Сент-Луїс Блюз», «Калгарі Флеймс», «Піттсбург Пінгвінс», «Бостон Брюїнс».
В чемпіонатах НХЛ — 1062 матчі (502+561), у турнірах Кубка Стенлі — 143 матчі (60+46).
У складі національної збірної США учасник чемпіонату світу 1979 (8 матчів, 7+1); учасник Кубка Канади 1984, 1987 і 1991 (19 матчів, 6+6).
Брат: Браєн Маллен.
Досягнення
- Володар Кубка Стенлі (1989, 1991, 1992)
- Фіналіст Кубка Канади (1991)

Нагороди
- Трофей Леді Бінг (1987, 1989)
- Трофей Бада Лайта (1989)
- Трофей Лестера Патріка (1995)
- Трофей Томмі Айвен (1981)
- Член Зали слави хокею (2000)

Тренерська кар'єра
- Асистент головного тренера «Піттсбург Пінгвінс» (2000–06, НХЛ)
- Головний тренер «Вілкс/Барре Скрентон-Пінгвінс» (2005–06, АХЛ)
- Асистент головного тренера «Філадельфія Фантомс» (2006–07, АХЛ)
- Асистент головного тренера «Філадельфія Флайєрс» (з 2007, НХЛ)